# طمبولا (فلم)
طمبولا هو فيلم مصري من إنتاج 2014.

## قصة الفيلم
طمبولا الفار صاحب محلات طمبولا لبيع وشراء أي شيء من الإبرة للصاروخ، نصاب كبير وبخيل، ويشرك معه زوجته مرزوقة بعمليات النصب، ويتعاون مع مأمور القسم الفاسد العقيد فريد الذي يغطى على جرائمة، ويدخل في صراع مع المعلم عزت ليتبادلوا النصب على بعضهم حتى أفلس المعلم عزت، ولكن الداخلية تكتشف المأمور الفاسد، وتأتى بقيادة جديدة تهتم بكل البلاغات التي تقدم إليها، وتقبض على طمبولا الفار بعد أن أقام احتفالا لطهور إبنه الرضيع لكي يلم النقطة من أهل الحارة ومن العاملين لديه.

## روابط خارجية
- مقالات تستعمل روابط فنية بلا صلة مع ويكي بيانات